# زاوية سيدي أمحمد بن علي
زاوية سيدي أمحمد بن علي أو زاوية الأبيض مجاجة هي إحدى الزوايا في الجزائر الواقعة في بلدية الأبيض مجاجة بدائرة أولاد فارس ضمن ولاية الشلف وجبال الظهرة وسهل الشلف [الفرنسية]، والتابعة لمنهاج الطريقة الشاذلية.

## التأسيس
تم تأسيس زاوية سيدي أمحمد بن علي خلال القرن السادس عشر الميلادي من طرف سيدي أمحمد بن علي (1538م-1599م) أجل التربية والتعليم في أعالي بلدية الأبيض مجاجة في جبال الظهرة، وكانت بمثابة منارة استضاء بها أهل سهل الشلف [الفرنسية] وسهل خميس مليانة [الفرنسية] لعقود.
وكانت هذه المنطقة زاخرة بالعديد من الزوايا التي من بينها «زاوية سيدي بوشعيب» بعين مران، و«زاوية عتبة بن عتبة» بالشلف، و«زاوية سيدي الشعيبي» بتنس، و«زاوية سيدي صالح» بالحجاج، و«زاوية الشعابنية» بتاوقريت، و«زاوية سيدي الخياطين» ببوقادير، و«زاوية سيدي مكراز» ببني بوعتاب، و«زاوية أولاد صالح» بسنجاس، و«زاوية سيدي خليفة الشارف» بصبحة.

## المؤسس
مؤسس هذه الزاوية هو سيدي أمحمد بن علي المولود خلال عام 1538م الموافق لتاريخ 945هـ، وذلك في قرية النخلة في الأبيض مجاجة الحالية.
وهو من علماء منطقة مجاجة الذين نبغوا في شتى العلوم الدّينية والعلمية كالتّفسير والقراءات والحديث التي كانت تُدرَّس في هذه الزاوية.
وكان هذا العالِمُ يُسافر من أجل العِلم بالغًا الصحراء الجزائرية وصولًا إلى ورقلة، وهناك أنشأ زاوية عرب سيدي سعيد الشاذلية والقادرية.
وعاد بعد هذا المشوار إلى مكانه بالشلف بزاويته الّتي قام عليها ساهرًا ومعلّمًا حتّى مات وخلفه أخوه سيّدي أبو علي المجاجي.
وقد ذكره أبو القاسم سعد الله ضمن الشخصيات العلمية التي كان لها الدور البارز في الحياة الثقافية بالجزائر في القرن العاشر للهجرة، وكان الناس يعتقدون فيه العلم والصلاح والزهد، وأنه كان بالإضافة إلى العلوم الشرعية عالما بالنحو والمنطق والشعر وعرفه غير واحد أنه عالم من الزهاد العباد إذ كان من العلماء العاملين.
وذكر تلميذه سعيد قدورة أن شيخه كان يجلس للتدريس والإفتاء، أين كانت الرحال تُشَدُّ إليه لشهرته في علوم التفسير والحديث وما شابهها، وقد وصل في تفسيره للقرآن الكريم إلى سورة الإسراء، حيث كان يفسر باللسان ولا يسجل بالقلم، والذين ترجموا له تحدثوا عن براعته في عدة علوم أخرى، ولكنهم لم يتحدثوا عن كتب وتقاييد له.
وكانت وفاته في منطقة مجاجة خلال عام 1599م الموافق لتاريخ 1008هـ ليُدفن في زاويته ويُقام له ضريح فيها.

## تاريخ الزاوية
كانت زاوية سيدي أمحمد بن علي رباطا من رباطات العلم والعمل والمجاهدة، فبلغ صيتها الآفاق، وتخرج منها علماء أجلاء مـا زال التـاريخ يحفظ قدرهم ويكرر ذكرهم.[بحاجة لمصدر]
وكانت مُعدة لإقـراء واستقبال وإكرام للأضياف والزائرين، مع تقديم الثريد واللحم والعسل والسمن.
وكان يُقيم بها نحو 300 طالب علم، يدرسون ويتعلمون عن شيخهم وأستاذهم سيدي أمحمد بن علي الذي كان يقدم لهم دروسا في النحو والصرف والمنطق وعلوم الشريعة الإسلامية والتوحيد والعروض وعلم التصوف.
فصارت بذلك هذه المدرسة القرآنية عبارة عن كلية للشريعة الإسلامية آنذاك، ومأوى للطلبة، ومركز للفتوى، ومصدر للعلم، يقصدها الناس من كل حدب وصوب، وتأتيها الأفواج من الشرق والغرب والجنوب.

## مقاومة الاحتلال الفرنسي

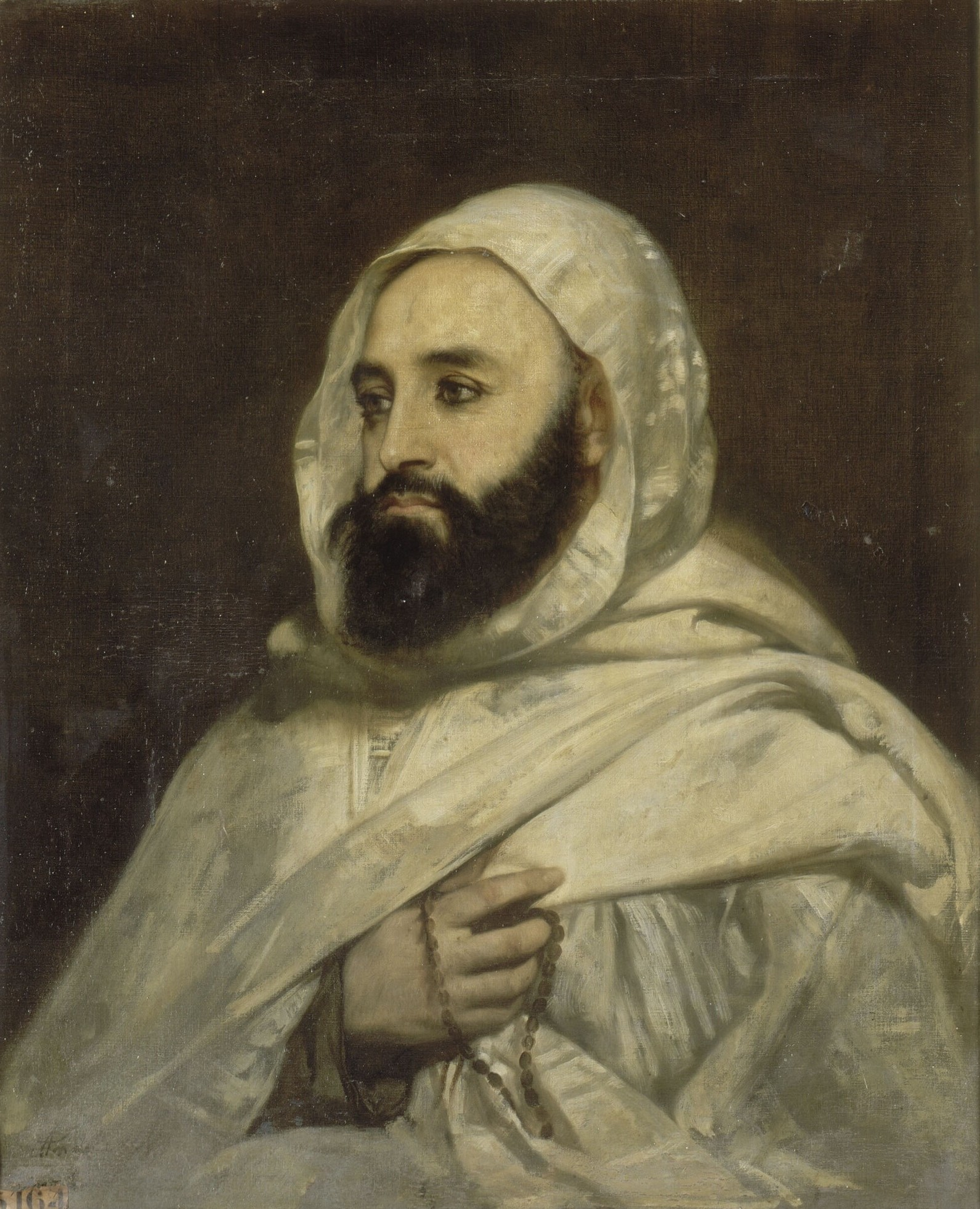
الأمير عبد القادر بمتحف فرساي سنة 1852م

عانت زاوية سيدي أمحمد بن علي من آثار الاحتلال الفرنسي للجزائر الذي أحرقها مع المخطوطات النفيسة التي كانت تحتويها.[بحاجة لمصدر]
فالتحق مريدوها مبكرا بمقاومة الأمير عبد القادر ضد الاحتلال الصليبي، خاصة أثناء معركة حوش الزرارقة التي استشهد فيها المئات من جيش الأمير عبد القادر الجزائري حتى صار الدم الزكي يخرج من قنوات الحوش.
وقام حفيدا سيدي أمحمد بن علي المناضلان أمحمد بن الحاج أبهلول وأحمد بن عبد الرحمن أبهلول بتنظيم صفوف المقاومة الشعبية ضد فرنسا.
ورابط المجاهد البواعلي البلاحجي بجيوشه بعدة أماكن من مجاجة قرب قرية عين القاضي أين كانوا يراقبون العدو الفرنسي من هناك إلى غاية أم الدروع والشلف.[بحاجة لمصدر]
ولم يتخل سكان منطقة مجاجة عن الدفاع عن الوطن والمقاومة الشعبية الجزائرية ضد فرنسا في منطقة سهل الشلف [الفرنسية] والونشريس.
وكانت مجاجة الصوفية الشاذلية ركيزة قوية في تدعيم ثورة تحرير الجزائر في 1 نوفمبر 1954م.

## التصنيف السياحي
تم تصنيف زاوية سيدي أمحمد بن علي باعتبارها معلما سياحيا من طرف «لجنة السياحة والصناعات التقليدية» في ولاية الشلف.
وصارت بذلك هذه الزاوية مُدرجة ضمن برنامج السياحة الشعائرية مع السياحة الثقافية في الجزائر.

## المهام المعاصرة

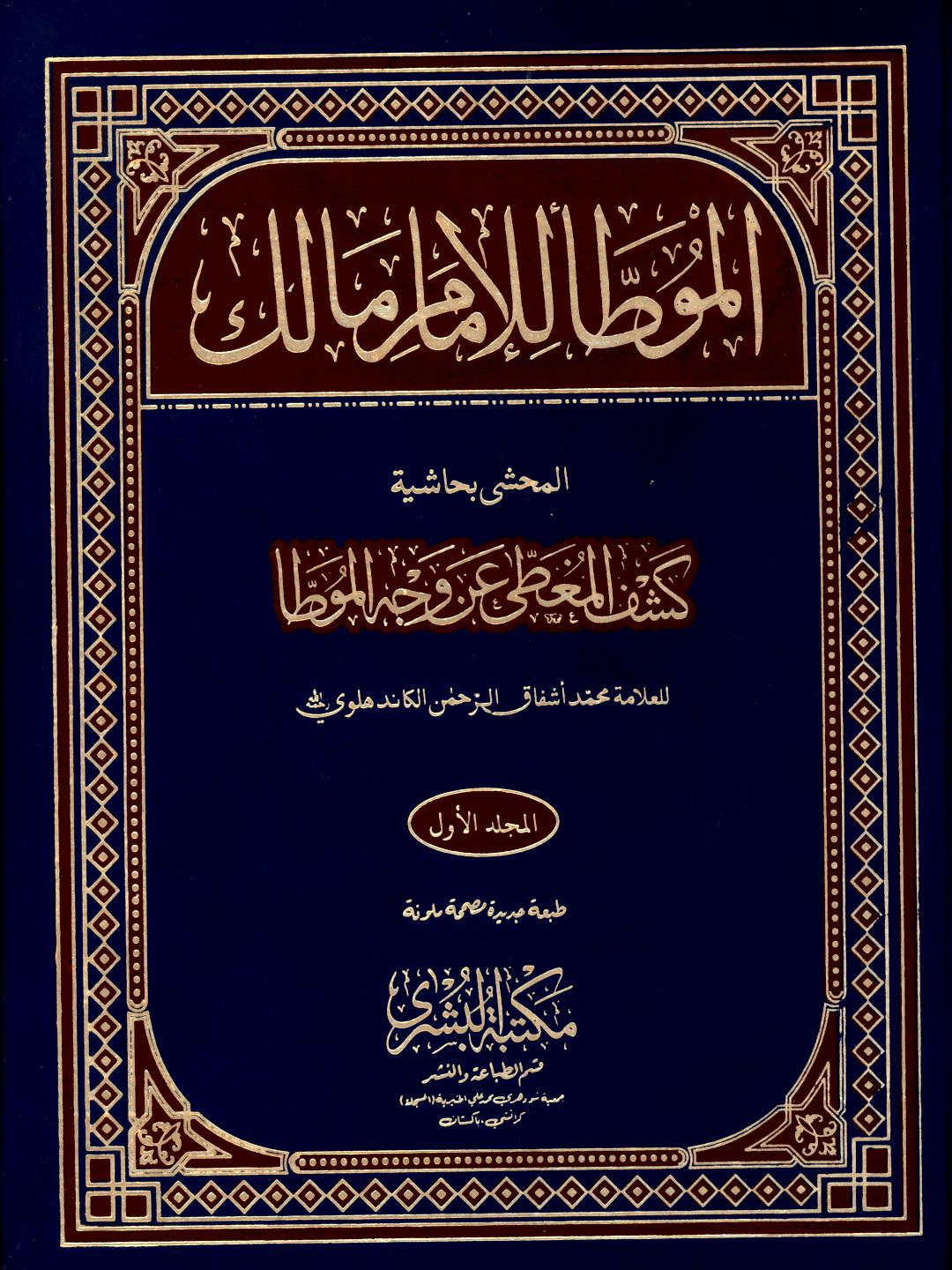
موطأ الإمام مالك

لعبت «زاوية سيدي أمحمد بن علي» أدوارا تعليمية وتربوية هامة منذ نشأتها معتمدة في ذلك على المرجعية الدينية الجزائرية، وتخرج على يديها العديد من العلماء والمصلحين ساهمـوا في نشـر تعاليـم الإسلام، وقاومـوا حملات التبشير النصراني بقيادة الكنيسة الكاثوليكية التي باركت وصاحبت الحملة الفرنسية على الجزائر.
وتتمثل مهام الزاوية حاليا في تعليم وحفظ القرآن الكريم وفق رواية ورش عن نافع من طريق الإمام الأزرق وكذلك من طريق الإمام الأصبهاني، التي اعتمدتها أجيال الشعب الجزائري منذ أكثر من اثني عشر قرنا، بما يسمح بتخرج سنوي لعشرات الطلبة الحافظين للقرآن الكريم بأحكامه والحديث النبوي الشريف ومعلمي القرآن والمرشدات الدينيات.
ويُعتمد عليهم في تأطير مختلف مساجد ولاية الشلف وخارجها، خاصة في شهر رمضان بتزويد المساجد بالمقرئين، بالإضافة إلى نشاطات سنوية ستسهر إدارة الزاوية على إقامتها بشكل منتظم في المناسبات الدينية، كإحياء ذكرى المولد النبوي الشريف وغيرها.
ويندرج نشاط هذه الزاوية ضمن العديد من الزوايا والمدارس القرآنية وكتاتيب تعليم وحفظ القرآن وأحكامه والمساجد على تراب ولاية الشلف.

## أعلام الزاوية
- سيدي أمحمد بن علي
- أبو علي أبهلول
- سعيد قدورة، مفتي المالكية في مدينة الجزائر.
- سيدي علي مبارك، مؤسس زاوية سيدي علي مبارك.
- عبد الرحمن أبهلول
- يحي التنسي
- محمد سكحال
- زيدان المجاجي

## الموقع
تقع «زاوية سيدي أمحمد بن علي» على بُعد 30 كلم جنوب الشريط الساحلي لولاية الشلف أين توجد مدينة تنس مع ميناء تنس، وعلى بعد 32 كلم شمال غرب سد وادي الفضة.
وهذا الموقع الرائع جنوب جبال الظهرة المطلة على وادي الشلف، يجعل منه موقعا استراتيجيا مقابلا للطريق الوطني رقم 4 وكذلك للطريق الوطني رقم 19.
وتقع «زاوية سيدي أمحمد بن علي» على بعد 13 كلم إلى الشمال من مدينة الشلف، وتطل على وادي الشلف.
وتوجد هذه الزاوية قرب مرتفعات جبال الظهرة.

### مواضيع ذات صلة
- المرجعية الدينية الجزائرية
- وزارة الشؤون الدينية الجزائرية
- الحزب الراتب: الحزاب - الباش حزاب - السلكة - الشيخ - المريد - الورد - الوارد
- الزوايا في الجزائر
- الطريقة الشاذلية
- زاوية سيدي أمحمد بن عبد الرحمن الأزهري
- زاوية سيدي بوسحاقي الزواوي
- زاوية أولاد بومرداس
- زاوية الحمامي
- زاوية سيدي بوخروبة
- زاوية الهامل
- محمد بن عبد الرحمن الأزهري
- طريقة صوفية
- صوفية
- تاريخ التصوف
- جبال الظهرة
- سهل الشلف [الفرنسية]
- ولاية الشلف
- دائرة أولاد فارس
- بلدية الأبيض مجاجة
- محمد بن أبي القاسم الهاملي

### فايسبوك
- زاوية سيدي أمحمد بن علي  على فيسبوك.

### فيديوهات
- "وفد جمعية العلماء المسلمين الجزائريين" في زيارة إلى "زاوية سيدي أمحمد بن علي" في 2017م على يوتيوب
- "الاحتفال بيوم العلم" في "زاوية سيدي أمحمد بن علي" في 2015م على يوتيوب
- "دورة الفقه المالكي" في "زاوية سيدي أمحمد بن علي" في 2017م على يوتيوب
- "وفد جمعية العلماء المسلمين الجزائريين" في زيارة إلى "زاوية سيدي أمحمد بن علي" في 2017م على يوتيوب

### وصلات خارجية
- الموقع الرسمي لوزارة الشؤون الدينية والأوقاف الجزائرية